# يوم فن الطبخ المستدام
يوم فن الطبخ المستدام (بالإنجليزية: Sustainable Gastronomy Day)‏ هو حدث للأمم المتحدة، يُقام في 18 يونيو من كل عام، أقرته الجمعية العامة للأمم المتحدة في 21 ديسمبر 2016، ويهدف إلى الاعتراف بفن الطهي كتعبير ثقافي عن التنوع الطبيعي والثقافي في العالم، وتعزيز ممارسات الطهي التي تحترم البيئة وتشجع الاستخدام المستدام للموارد الطبيعية.

## وصلات خارجية
- الموقع الرسمي.